# Bjorn Helland-Hansen
Bjørn Helland-Hansen (Christiania, 16 de Outubro de 1877 - Bergen, 7 de Setembro de 1957) foi um pioneiro norueguês no campo da oceanografia. Estudou os padrões de variação do clima na região norte do Oceano Atlântico e da atmosfera. 
Desenvolveu o fotômetro de "Helland-Hansen" em 1910, que fez parte do equipamento de bordo do Michael Sars. Foi utilizado pela primeira vez perto dos Açores. Em 1915 assumiu a função de Professor de oceanografia na Universidade de Bergen e, em 1917, passou a director do Instituto Geofísico dessa universidade.
Em 1933, recebeu a Medalha Alexander Agassiz. Em 1939, foi nomeado Presidente da União Internacional de Geofísica e Geodesia. Foi membro da Academia de Ciências da Prússia e membro da Academia de Ciências da República Democrática Alemã.
Helland-Hansen treinou Alexander Kuchin, o oceanógrafo russo que foi à Antártidacom Roald Amundsen. Uma ilha no Mar de Kara, a leste das Ilhas Geiberg, recebeu o nome de Gellanda-Gansena em homenagem a Helland-Hansen.